# Canciones folklóricas de América
Canciones folklóricas de América è un album in studio del gruppo cileno Quilapayún e del cantautore cileno Víctor Jara, è stato pubblicato nel 1968 ed è il primo e unico disco accreditato ad entrambi.

## Descrizione
In questo periodo la collaborazione tra i Quilapayún e Víctor Jara è particolarmente stretta: Jara diventa direttore artistico del gruppo indirizzandoli sia nella messa in scena dal vivo, sia negli arrangiamenti delle canzoni, contribuendo a forgiarne lo stile e a farli diventare un gruppo professionale. Parallelamente i Quilapayún lo accompagnano dal vivo e nelle incisioni delle sue canzoni.
A dispetto del titolo questo disco raccoglie, oltre a brani della tradizione sud-americana, anche brani di paesi di altri continenti (Spagna, Israele...) e brani di autori contemporanei, a iniziare da quelli dello stesso Jara.
Hush-A-Bye è una canzone appartenente al repertorio del gruppo statunitense Peter, Paul and Mary. Peoncito del mandiocal racconta del lavoro minorile nelle piantagioni di manioca in Uruguay e, insieme anche a El carrero, è uno di quei brani della nuova canzone uruguaiana, per molti versi vicina alla Nueva Canción Chilena, che molto influenzarono il gruppo.
El tururururú è un brano tradizionale spagnolo che ha avuto diversi testi, alcuni legati anche alla Guerra civile spagnola, questa versione si rifà a quella pubblicata dal duo cileno Leda y María nel 1958 all'interno dell'album Canciones del Tiempo de Maricastaña. Verrà reinciso l'anno seguente all'interno dell'LP X Viet-Nam utilizzando un testo diverso.
Noche de rosas è una cover in spagnolo di Erev shel shoshanim, un brano israeliano portato al successo nel 1957 dal duo Ha'Dudaim, che negli anni è stato interpretato da svariati altri artisti di tutto il mondo.
Il brano conclusivo, El conejí ("il coniglietto"), è indicato sull'etichetta del disco come una "humorada musical" (un brano umoristico), a sottolinearne la differenza rispetto agli altri brani del disco.
Nel retrocopertina è presente una introduzione al disco di Rubén Nouzeilles (direttore artistico della EMI Odeòn) che spiega il senso di questa collaborazione.

## Edizioni
Questo album è stato pubblicato per la prima volta nel 1968, in formato LP, non è mai stato pubblicato in formato CD, ma nel 2020 la sua versione in digitale è stata messa in vendita e ascoltabile in streaming sui principali siti dedicati.
- 1968 – LP, EMI Odeòn LDC-35004, Cile, versione mono
- 1968 – LP, EMI Odeòn SLDC-35004, Cile, versione stereo
- 1970 – LP, EMI Odeòn URL 20705, Uruguay
- 1971 – LP, EMI 51 4406291, Argentina
- 1974 – LP, EMI 7376, Venezuela
- LP, EMI Odeòn EOS-80385, Giappone

## Tracce
1. Hush-a-bye – 3:53 (Paul Stookey e Peter Yarrow)
2. Bailecito – 2:25 (musica: tradizionale boliviano)
3. Paloma del palomar – 1:09 (anonimo spagnolo del XIV secolo)
4. Drume negrita – 3:38 (Eliseo Grenet)
5. El llanto de mi madre – 2:42 (musica: tradizionale boliviano)
6. El carrero – 2:02 (Daniel Viglietti)
7. Mare Mare – 2:30 (tradizionale venezuelano)
8. Noche de rosas – 2:38 (testo: Moshe Dor – musica: Yosef Hadar)
9. Tres bailecitos – 2:30 (musica: Ernesto Cavour)
10. Gira, gira, girasol – 2:55 (Víctor Jara)
11. Peoncito del mandiocal – 2:20 (Aníbal Sampayo)
12. El tururururú – 2:21 (tradizionale spagnolo)
13. El conejí – 1:36 (testo: Carlos Préndez Saldías – musica: Víctor Jara)

Durata totale: 32:39

## Crediti

### Formazione
- Víctor Jara
- Eduardo Carrasco
- Julio Carrasco
- Carlos Quezada
- Willy Oddó
- Patricio Castillo

### Collaboratori
- Vicente e Antonio Larrea - copertina e grafica